# Campionati europei di sollevamento pesi 1987
I Campionati europei di sollevamento pesi 1987, 68ª edizione della manifestazione, si svolsero a Reims dal 2 al 9 maggio 1987. Fu l'ultima edizione a prevedere la partecipazione soltanto maschile; a partire dall'edizione successiva, fu organizzata anche la competizione femminile, in un luogo e periodo diverso.

## Titoli in palio
| Categoria            | Eventi         |
| -------------------- | -------------- |
| Pesi mosca           | Fino a 52 kg   |
| Pesi gallo           | Fino a 56 kg   |
| Pesi piuma           | Fino a 60 kg   |
| Pesi leggeri         | Fino a 67.5 kg |
| Pesi medi            | Fino a 75 kg   |
| Pesi massimi leggeri | Fino a 82.5 kg |
| Pesi mediomassimi    | Fino a 90 kg   |
| Pesi massimi primi   | Fino a 100 kg  |
| Pesi massimi         | Fino a 110 kg  |
| Pesi supermassimi    | Oltre i 110 kg |

## Nazioni partecipanti
Le nazioni che hanno partecipato ai campionati furono 26 per un totale di 151 atleti partecipanti. Tra parentesi i partecipanti per nazione: la seguente lista è parziale.
- Albania (10)
- Bulgaria (10)
- Cecoslovacchia ( )
- Finlandia ( )
- Francia (9)
- Germania Est ( )
- Germania Ovest (10)
- Grecia (10)
- Italia ( )
- Polonia (10)
- Regno Unito ( )
- Romania (7)
- Spagna ( )
- Turchia ( )
- Ungheria (10)
- Unione Sovietica (10)

## Risultati
Vennero stabiliti cinque record mondiali: due nel totale dell'esercizio, e tre nelle specialità singole.
| Evento  | Oro                 | Oro      | Argento            | Argento  | Bronzo              | Bronzo   |
| 52 kg   | 52 kg               | 52 kg    | 52 kg              | 52 kg    | 52 kg               | 52 kg    |
| ------- | ------------------- | -------- | ------------------ | -------- | ------------------- | -------- |
| Strappo | Sevdalin Marinov    | 115,0 kg | Bernard Piekorz    | 102,5 kg | Teodor Jakob        | 100,0 kg |
| Slancio | Sevdalin Marinov    | 145,0 kg | Bernard Piekorz    | 130,0 kg | Agron Haxhihyseni   | 127,5 kg |
| Totale  | Sevdalin Marinov    | 260,0 kg | Bernard Piekorz    | 232,5 kg | Agron Haxhihyseni   | 222,5 kg |
| 56 kg   |                     |          |                    |          |                     |          |
| Strappo | Mitko Grăblev       | 130,0 kg | Arvo Ojalehto      | 105,0 kg | Giovanni Scarantino | 105,0 kg |
| Slancio | Mitko Grăblev       | 165,0 kg | Imrich Rusniak     | 140,0 kg | Arvo Ojalehto       | 132,5 kg |
| Totale  | Mitko Grăblev       | 295,0 kg | Imrich Rusniak     | 245,0 kg | Arvo Ojalehto       | 237,5 kg |
| 60 kg   |                     |          |                    |          |                     |          |
| Strappo | Stefan Topurov      | 140,0 kg | Attila Czanka      | 137,5 kg | Muchady Sedaev      | 137,5 kg |
| Slancio | Attila Czanka       | 170,0 kg | Stefan Topurov     | 170,0 kg | Muchady Sedaev      | 170,0 kg |
| Totale  | Stefan Topurov      | 310,0 kg | Attila Czanka      | 307,5 kg | Muchady Sedaev      | 307,5 kg |
| 67,5 kg |                     |          |                    |          |                     |          |
| Strappo | Mihail Petrov       | 157,5 kg | Israyel Militosyan | 150,0 kg | Joachim Kunz        | 147,5 kg |
| Slancio | Mihail Petrov       | 190,0 kg | Israyel Militosyan | 185,0 kg | Joachim Kunz        | 185,0 kg |
| Totale  | Mihail Petrov       | 347,5 kg | Israyel Militosyan | 335,0 kg | Joachim Kunz        | 332,5 kg |
| 75 kg   |                     |          |                    |          |                     |          |
| Strappo | Andrei Socaci       | 165,0 kg | Borislav Gidikov   | 165,0 kg | Aleksandăr Vărbanov | 160,0 kg |
| Slancio | Aleksandăr Vărbanov | 210,0 kg | Andrei Socaci      | 202,5 kg | Borislav Gidikov    | 202,5 kg |
| Totale  | Aleksandăr Vărbanov | 370,0 kg | Andrei Socaci      | 367,5 kg | Borislav Gidikov    | 367,5 kg |
| 82,5 kg |                     |          |                    |          |                     |          |
| Strappo | Asen Zlatev         | 177,5 kg | Israil Arsamakov   | 170,0 kg | László Barsi        | 167,5 kg |
| Slancio | Asen Zlatev         | 215,0 kg | Constantin Urdaș   | 210,0 kg | Petre Becheru       | 207,5 kg |
| Totale  | Asen Zlatev         | 392,5 kg | László Barsi       | 372,5 kg | Petre Becheru       | 367,5 kg |
| 90 kg   |                     |          |                    |          |                     |          |
| Strappo | Anatolij Chrapatyj  | 185,0 kg | Viktor Tregubov    | 185,0 kg | Sławomir Zawada     | 182,5 kg |
| Slancio | Anatolij Chrapatyj  | 230,0 kg | Rumen Teodosiev    | 230,0 kg | Viktor Tregubov     | 220,0 kg |
| Totale  | Anatolij Chrapatyj  | 415,0 kg | Rumen Teodosiev    | 410,0 kg | Viktor Tregubov     | 405,0 kg |
| 100 kg  |                     |          |                    |          |                     |          |
| Strappo | Nicu Vlad           | 195,0 kg | Andor Szanyi       | 190,0 kg | Pavel Kuznecov      | 182,5 kg |
| Slancio | Andor Szanyi        | 232,5 kg | Pavel Kuznecov     | 227,5 kg | Nicu Vlad           | 227,5 kg |
| Totale  | Andor Szanyi        | 422,5 kg | Nicu Vlad          | 422,5 kg | Pavel Kuznecov      | 410,0 kg |
| 110 kg  |                     |          |                    |          |                     |          |
| Strappo | Jurij Zacharevič    | 202,5 kg | Artur Akoev        | 195,0 kg | Stefan Botev        | 187,5 kg |
| Slancio | Stefan Botev        | 242,5 kg | Jurij Zacharevič   | 237,5 kg | Artur Akoev         | 235,0 kg |
| Totale  | Jurij Zacharevič    | 440,0 kg | Stefan Botev       | 430,0 kg | Artur Akoev         | 430,0 kg |
| +110 kg |                     |          |                    |          |                     |          |
| Strappo | Antonio Krăstev     | 215,5 kg | Evgenij Sypko      | 200,0 kg | István Kovács       | 185,0 kg |
| Slancio | Antonio Krăstev     | 252,5 kg | Evgenij Sypko      | 245,0 kg | Anatolij Pisarenko  | 240,0 kg |
| Totale  | Antonio Krăstev     | 467,5 kg | Evgenij Sypko      | 445,0 kg | Petr Hudeček        | 405,0 kg |

## Medagliere

### Grandi (totale)
Riferito al totale dell'esercizio.
| Posiz.             | Nazione            | Oro | Argento | Bronzo | Totale |
| ------------------ | ------------------ | --- | ------- | ------ | ------ |
| 1                  | Bulgaria           | 7   | 2       | 1      | 10     |
| 2                  | Unione Sovietica   | 2   | 2       | 4      | 8      |
| 3                  | Ungheria           | 1   | 1       | 0      | 2      |
| 4                  | Romania            | 0   | 3       | 1      | 4      |
| 5                  | Cecoslovacchia     | 0   | 1       | 1      | 2      |
| 6                  | Polonia            | 0   | 1       | 0      | 1      |
| 7                  | Albania            | 0   | 0       | 1      | 1      |
| 7                  | Germania Est       | 0   | 0       | 1      | 1      |
| 7                  | Finlandia          | 0   | 0       | 1      | 1      |
| Totale (9 nazioni) | Totale (9 nazioni) | 10  | 10      | 10     | 30     |

### Grandi (totale) e Piccole (Strappo e Slancio)
Riferito al totale dell'esercizio e delle due specialità.
| Posiz.              | Nazione             | Oro | Argento | Bronzo | Totale |
| ------------------- | ------------------- | --- | ------- | ------ | ------ |
| 1                   | Bulgaria            | 20  | 5       | 4      | 29     |
| 2                   | Unione Sovietica    | 5   | 11      | 10     | 26     |
| 3                   | Romania             | 3   | 6       | 4      | 13     |
| 4                   | Ungheria            | 2   | 2       | 2      | 6      |
| 5                   | Polonia             | 0   | 3       | 1      | 4      |
| 6                   | Cecoslovacchia      | 0   | 2       | 1      | 3      |
| 7                   | Finlandia           | 0   | 1       | 2      | 3      |
| 8                   | Germania Est        | 0   | 0       | 3      | 3      |
| 9                   | Albania             | 0   | 0       | 2      | 2      |
| 10                  | Italia              | 0   | 0       | 1      | 1      |
| Totale (10 nazioni) | Totale (10 nazioni) | 30  | 30      | 30     | 90     |